# Жанатуган
Жанатуга́н (каз. Жаңатуған) — село у складі Бурабайського району Акмолинської області Казахстану. Входить до складу Веденовського сільського округу.
Населення — 20 осіб (2021; 60 у 2009, 114 у 1999, 123 у 1989).
Національний склад станом на 1989 рік:
- казахи — 100 %.

До 1992 року село називалось Бойове.